# شقح (ذي السفال)

تعديل مصدري - تعديل

شقح هي إحدى قرى عزلة شقح وطانف بمديرية ذي السفال التابعة لمحافظة إب، بلغ تعداد سكانها 1124 نسمة حسب تعداد اليمن لعام 2004.